# ومبتيات
الوُمْبَتِيَّات (الاسم العلمي:Vombatidae) هي فصيلة من الثدييات الجرابية تتبع رتبة ثنائيات الأسنان الأمامية. يسمى الواحد من أعضاء هذه الفصيلة الوُمْبَتّ أو السحمور، وهو حيوان جرابي شكله يشبه إلى حد كبير الدب، يمتلك أسناناً كقواطع القوارض، يستوطن الغابات ذات التربة الرملية والأشجار الكثيفة، ينتشر في جنوب وشمال أستراليا. يتغذى على كافة أنواع النباتات والأعشاب الخضراء، ويعد أقل الحيوانات الثديية احتياجاً للماء، فلا يشرب إلا كمية قليلة منه. كما يتميز برازه بشكله المكعب.

## صفاته
يتميز الومبت بجسمه الممتلئ، الذي يقترب من الأرض، عادة ما يتدحرج ويدفع بأقدامه كل ما يقابله أثناء السير، لهذا يطلق عليه بلدوزر الأعشاب.
يبلغ طوله حوالي 1 مترًا، ويراوح وزنه من 20 إلى 35 كيلوغرام، يمتلك أنفاً ضخماً خالياً من الشعر. هناك أنواع منه ذات شعر على الأنف، يطلق عليه ومبت مشعر الخطم، يغطي جسمه فراء كثيف يتفاوت طوله باختلاف حالة الطقس، كما يتنوع لونه بين الرمادي، الأصفر، والأسود.
أقدامه قصيرة ذات مخالب حادة تساعده على حفر أنفاقه، التي يحفرها عادة بقرب الأشجار ويصل طولها لأكثر من 30 متر تحت الأرض، تحتوي على الكثير من المداخل والمخارج، كما ترتبط بأنفاق فرعية يستخدمها في حالات الطوارئ للهروب عند الخطر، ومما يميز تلك الأنفاق ثبات درجة الحرارة، ولا يخرج إلا في الصباح الباكر للبحث عن الطعام.
عادة ما يعيش وحده داخل النفق الذي يحفره ويصممه بنفسه، ليصبح مكان إقامته، كما يحرص على وضع علامات معينة بجوار النفق ليتعرف عليه بسهولة إذا خرج منه للبحث عن الطعام. بخلاف جميع أنواع الجرابيات تقع فتحة جيب الومبت في اتجاه عكسي، أي من الناحية السفلية للبطن حتى لا يسقط التراب داخله أثناء دخوله وخروجه من النفق.

## التكاثر
لا تضع الأنثى إلا صغيراً واحدا في العام، تحمله داخل الجيب لمدة ستة أشهر، ويعيش معها داخل النفق، حتى يبلغ العام، ثم ينفصل عنها ويغادر النفق ليبني مسكناً أو نفقاً خاصاً مستقلاً. وتبلغ فترة حياته حوالي خمس سنوات.

## وصلات خارجية
ويب ومبت
- قاموس الكامل الوسيط. قاموس فرنسي-عربي.